# Giorgio Gaber
Giorgio Gaberščik, plus connu sous son nom de scène Giorgio Gaber, né le 25 janvier 1939 à Milan et mort le 1er janvier 2003 à Camaiore, est un chanteur, compositeur, acteur et dramaturge italien. 
Guitariste accompli, il est l'auteur de l'une des premières chansons rock en italien. 
L'auditorium souterrain de la tour Pirelli à Milan lui est dédié.

## Biographie
Il naît à Milan en 1939 dans une famille de la petite bourgeoisie. Son père, Guido Gaberscik, est né à Trieste, ville appartenant alors à l'Autriche-Hongrie. Sa mère est originaire de la Vénétie. Par la suite, ils s'établissent dans le nord de l'Italie en Lombardie.

### Carrière
Adolescent, Gaber se passionne pour la musique. Il s'intéresse à des guitaristes de jazz américains comme Barney Kessel, Tal Farlow ou encore Billy Bauer mais aussi italiens. Il a pu écouter Franco Cerri à Milan.
Sa carrière de guitariste commence dans le groupe Ghigo e gli arrabbiati, une formation de Milan, dans un festival de jazz en 1954. Deux ans plus tard, il fait partie des Rock Boys, le groupe d'Adriano Celentano dans lequel Enzo Jannacci joue du piano. En 1957, le groupe apparaît à la télévision pour la première fois. Toujours durant cette période, il rencontre Luigi Tenco, qui a quitté Gênes pour s'installer à Milan. Ensemble, ils forment son premier groupe dans lequel jouent aussi Enzo Jannacci, Paolo Tomelleri au saxophone et Gian Franco Reverberi à la guitare. Gaber et Luigi Tenco composent quelques chansons ensemble et deviennent de bons amis.
En 1958, il est remarqué par Nanni Ricordi, directeur artistique de la maison d'édition musicale homonyme, qui lui fait passer un essai. Gaber commence ainsi sa carrière de soliste, en enregistrant pour la toute nouvelle maison de disque Dischi Ricordi quatre chansons : deux reprises, Be-Bop-A-Lula et Love Me Forever, et deux chansons originales en italien dont Ciao ti dirò (1958). Sur l'étiquette des singles, peut se lire : « Giorgio Gaber et son Rolling Crew ». Pour la première fois, son pseudonyme apparaît.

### Le succès
Après les premiers singles, Gaber atteint le succès en 1960 avec la chanson Non arrossire. La même année, il réalise la chanson la plus connue parmi celles de cette période, La ballata del Cerutti sur un texte de l'écrivain Umberto Simonetta. Pendant les années 1960, ce dernier écrit d'autres chansons à succès qui lui assurent beaucoup d'apparitions à la télévision. En tant que fan de spectacle, il se tourne également vers le théâtre et commence à composer des spectacles appelés teatro canzone.
Gaber est attiré par la chanson française : il écoute les chansonniers de la Rive gauche parisienne chez qui il retrouve cette épaisseur culturelle et cette attention aux textes qui manquent, pour lui, à la variété italienne. En particulier, l'artiste aurait déclaré : « Mon maître a été Jacques Brel. » 
Sorti de presse en mars 2019, le livre Gaber-Brel. « Dialogo » est une œuvre bilingue entièrement dédiée à ces deux artistes, deux protagonistes de la chanson et du théâtre européens. Le livre les rapproche pour la première fois dans une sélection de pièces choisies parmi leur répertoire musical et théâtral, et une vaste bibliographie (interviews, conversations, discours hors-scène) traçant ainsi un parcours expressif inédit.
Fumeur de longue date, Giorgio Gaber meurt le premier jour de l'année 2003 après une longue bataille contre le cancer, dans sa maison de campagne à Montemagno près de Camaiore, en Toscane. Il est enterré au cimetière monumental de Milan.

## Discographie
- Il signor G (1970)
- I borghesi (1971)
- Dialogo tra un impegnato e un non so (1972)
- Far finta di essere sani (1973, studio)
- Far finta di essere sani (theatre recording, 1973–74)
- Anche per oggi non si vola (1974)
- Libertà obbligatoria (1976)
- Polli di allevamento (1978)
- Pressione bassa (1980)
- Io se fossi Dio (1980)
- Anni affollati (1981)
- Il teatro di Giorgio Gaber (1982)
- Gaber (1984)
- Io se fossi Gaber (1985)
- Piccoli spostamenti del cuore (1987)
- Parlami d'amore Mariù (1987)
- Il Grigio (1989)
- Storie del signor G (1991, VHS)
- Il teatro canzone (1992)
- Ma per fortuna che c'è... Giorgio Gaber (1994)
- Io come persona (1994)
- E pensare che c'era il pensiero (1994)
- E pensare che c'era il pensiero (1995)
- Gaber 96/97 (1996)
- Un'idiozia conquistata a fatica (1997)
- Un'idiozia conquistata a fatica (1998, 2e version)
- Gaber 1999/2000 (1999)
- La mia generazione ha perso (2001)
- Io non mi sento italiano (2003)

## Filmographie
- 1960 : Juke-box, urli d'amore
- 1962 : Canzoni a tempo di twist
- 1963 : Gli imbroglioni de Lucio Fulci
- 1981 : Il minestrone de Sergio Citti
- 1991 : Rossini! Rossini! de Mario Monicelli